# Irene Arcos
Irene Arcos (Madrid, 25 de juliol de 1981) és una actriu espanyola coneguda principalment pels seus papers a sèries de televisió. Va debutar per primera vegada en Los hombres de Paco, i ha participat a sèries exitoses com Vis a vis o El embarcadero, interpretant a Verònica.

## Biografia

### Primers anys
Irene Arcos és una actriu espanyola nascuda a Madrid encara que gran part de la seva família és procedent de Galícia, en concret, de Ciutat Vella de la Corunya. Es va llicenciar en la carrera universitària de Comunicació Audiovisual, en la Universitat Complutense de Madrid. Va realitzar els estudis d'art de dramàtic en el Centre d'estudi «Recabarrem», una escola d'interpretació, situada a Madrid. A més, també va exercir una sèrie de cursos relacionats amb la interpretació.

### Trajectòria professional
Va començar treballant d'auxiliar de cambra una vegada finalitzada la seva llicenciatura en Comunicació Audiovisual en la Universitat Complutense de Madrid, en la coneguda sèrie de Hospital Central, de Telecinco. Encara que durant aquesta experiència va saber que la seva vocació era ser actriu i per això va decidir estudiar Art Dramàtic durant tres anys.
Primerament, va interpretar obres de teatre de gran transcendència, com La caja, Troyanas, Trainspotting o 12 meses. Més endavant va participar en ficcions espanyoles a manera de personatge episòdic. En 2011 va tenir un paper recurrent en la sèrie Hispània, interpretant a Navia. Encara que la fama li ha vingut gràcies a les ficcions Vis a vis i Élite quan ha començat a donar-se a conèixer en el panorama nacional.
En 2019 es va anunciar que protagonitzaria al costat de Álvaro Morte i Verónica Sánchez la ficció de Movistar+ El embarcadero, amb el paper de Verónica. Després ha participat a La valla i Madres. Amor y vida

## Filmografia

### Cinema
| Any  | Títol                           | Personatge | Director              | Notes |
| ---- | ------------------------------- | ---------- | --------------------- | ----- |
| 2014 | Trezze                          | Paula      | Elbio Aparisi Nielsen |       |
| 2018 | Hacerse mayor y otros problemas | Paty       | Clara Martínez-Lázaro |       |

### Televisió
| Any       | Títol                          | Personatge      | Cadena    | Notes                                                       |
| --------- | ------------------------------ | --------------- | --------- | ----------------------------------------------------------- |
| 2008      | Los hombres de Paco            | Sol             | Antena 3  | Episodi: «El amor fú»                                       |
| 2009      | Hospital Central               | Angelina        | Telecinco | Episodi: «Me encanta que los planes salgan bien»            |
| 2009      | Sin tetas no hay paraiso       | –               | Telecinco | Episodi: «¿Dónde vas, princesa?»                            |
| 2009      | Punta Escarlata                | –               | Telecinco | Episodi: «El pasado vuelve hoy»                             |
| 2011      | 11-M, para que nadie lo olvide | Maribel         | Telecinco | Minisèrie; 2 episodis                                       |
| 2011-2012 | Hispania, la leyenda           | Navia           | Antena 3  | Elenc recurrent; 8 episodis                                 |
| 2015      | Sin identidad                  | Conchi          | Antena 3  | Elenc recurrent; 3 episodis                                 |
| 2015      | Cuéntame cómo pasó             | Secretària      | TVE       | Episodis: «Una vida interesante» i «La noche no es para mí» |
| 2015-2016 | Vis a vis                      | Carolina        | Antena 3  | Elenc recurrent; 6 episodis                                 |
| 2016      | El Caso: Crónica de sucesos    | Eugenia         | TVE       | Episodi: «El asesino de la mirilla»                         |
| 2016      | Seis hermanas                  | Dorisa          | TVE       | Episodi: «Capitulo 343»                                     |
| 2018-2020 | Élite                          | Pilar Domínguez | Netflix   | Elenc recurrent; 14 episodis                                |
| 2019-2020 | El embarcadero                 | Verónica Alfaro | Movistar+ | Elenc principal; 16 episodis                                |
| 2020      | La valla                       | Emilia jove     | Antena 3  | Elenc recurrent; 4 episodis                                 |
| 2020      | Madres. Amor y vida            | Claudia         | Telecinco | Elenc recurrent                                             |

### Teatre
| Any       | Títol                                                | Director                          |
| --------- | ---------------------------------------------------- | --------------------------------- |
| 2005      | Sentidos                                             | Centro Cultural San Juan Bautista |
| 2007      | Bernarda Alba/ Rulos                                 | Muestra Piezas/ Sala Triángulo    |
| 2008      | Vacantes                                             | Estudio Recabarren                |
| 2009      | El comedor                                           | A. R. Curtney Jr.                 |
| 2009-2011 | Todas quieren ser Jacky Kennedy                      | Eduardo Recabarren                |
| 2013-2014 | La Caja                                              | Gabriel Olivares                  |
| 2013-2015 | Lágrimas, mocos y sangre                             | Noé Denia; Oscar Sanz Cabrera     |
| 2014      | Spanish Horror History/ Una historia de amor y miedo | Luis Sánchez Polack/ Nacho López  |
| 2014-2015 | Entreactos                                           | Miguel Ángel Arcano               |
| 2015-2016 | El cielo que me tienes prometido                     | Ana Diosdado                      |
| 2017      | 12 meses                                             | Nacho Redondo                     |
| 2017-2018 | Trainspotting                                        | Fernando Soto                     |
| 2018      | Troyanas                                             | Carme Portacelli                  |

### Videoclips i curtmetratges
- Mi abuela María de Roberto Liébana (2006)
- UNO de Laura Gonzalez (2006)
- Soberbia de Leonardo Martínez (2008)
- El compadre de Muchachito Bombo Infierno (2010)
- La noche de los gatos de Muchachito Bombo Infierno (2010)
- La cicatriz del director José Manuel Cacereño (2012)
- Trezze d'Elbio Aparisi Nielsen (2014)
- Barilla de Jordan Wayne (2014)
- Recompensarte de La Bien Querida (2017)
- La baldosa detrás del charco de Tomás Rojo (2018)
- Agua y Jabón de Francesco Cocco (2018)
- Madre pública de Cesar Ríos (2019)
- Victoria de Afioco/Rafaella Gnecco (2019)

## Premis i nominacions
- Premi a la millor actriu Festival Internacional de Cinema Almirante Brown a Argentina
- Premi Millor Actriu Revelació de l'any, als XV Premis Alcazaba